# ヌエボ・エスタディオ・カスタリア
ヌエボ・エスタディオ・カスタリア（スペイン語: Nuevo Estadio Castalia）は、スペイン・バレンシア州カステリョン・デ・ラ・プラナにあるサッカー専用スタジアム。1987年の開場以来CDカステリョンがホームスタジアムとして使用している。
バレンシア語では、ノウ・エスタディ・カスタリア（Nou Estadi Castàlia）と表記される。

## 概要
1980-81シーズン、CDカステリョンがプリメーラ・ディビシオン昇格を果たすと、1部の規格に沿ったスタジアムを建設する必要が出てきたため、地元出身の建築士であるホアキン・ティラド監修の下、建設計画が進められていった。
1987年6月17日、建設工事の起工から10ヶ月で新スタジアムは竣工し、アトレティコ・マドリードを招待した行われた親善試合でこけら落としとなった。スタジアムは2層構造のスタンドがピッチを取り囲むようにデザインされており、唯一屋根のある西スタンドには、選手のベンチやVIP席などがある。また、ピッチサイズは102 x 70mとなっているが、ゴールとゴール間の距離70mは国内最長となっている。

## 開催された主な試合
- 国際Aマッチ

| 日付          | ホームチーム | 結果 | アウェーチーム | ラウンド |
| ------------- | ------------ | ---- | -------------- | -------- |
| 1987年9月23日 | スペイン     | 2-0  | ルクセンブルク | 親善試合 |

- 国際Aマッチ（女子）

| 日付          | ホームチーム | 結果 | アウェーチーム | ラウンド                   |
| ------------- | ------------ | ---- | -------------- | -------------------------- |
| 1996年5月31日 | スペイン     | 5-1  | ルーマニア     | UEFA欧州女子選手権1997予選 |